# Nglaris
Nglaris is een bestuurslaag in het regentschap Purworejo van de provincie Midden-Java, Indonesië. Nglaris telt 1475 inwoners (volkstelling 2010).